# Йеркс (лунный кратер)
Кратер Йеркс (лат. Yerkes) — останки древнего ударного кратера в западной части Моря Кризисов на видимой стороне Луны. Название присвоено в честь американского финансиста, спонсора строительства Йеркской обсерватории Чарлза Йеркса (1837—1905); утверждено Международным астрономическим союзом в 1935 г. Образование кратера относится к раннеимбрийскому периоду.

## Описание кратера
Ближайшими соседями кратера являются кратер Прокл на западе-северо-западе; кратеры Фредгольм, Макробий и Тиссеран на северо-западе; кратер Пирс на севере-северо-востоке; кратер Пикар на востоке; кратер Гривз на юго-востоке и кратер Глейшер на западе-юго-западе. На западе от кратера Йеркс находится Болото Сна; на севере-северо-востоке — гряда Оппеля. Селенографические координаты центра кратера 14°36′ с. ш. 51°42′ в. д. / 14,6° с. ш. 51,7° в. д., диаметр 35 км, глубина 620 м.
Кратер Йеркс полностью затоплен лавой при образовании Моря Кризисов, над поверхностью лавы выступает только верхняя часть вала и вершины группы центральных пиков. В восточной части останки вала слабо различимы, в западной части вал имеет большую высоту и лучше различим. К северной части вала примыкает небольшой хребет, тянущийся в направлении сателлитного кратера Йеркс E (см. ниже). Дно чаши ровное, в юго-восточной части чаши находится небольшая короткая борозда, образованная по всей видимости слиянием нескольких кратеров.

## Сателлитные кратеры
| Йеркс | Координаты                                           | Диаметр, км |
| ----- | ---------------------------------------------------- | ----------- |
| E     | 15°54′ с. ш. 50°40′ в. д. / 15,9° с. ш. 50,67° в. д. | 9,9         |

## См.также
- Список кратеров на Луне
- Лунный кратер
- Морфологический каталог кратеров Луны
- Планетная номенклатура
- Селенография
- Минералогия Луны
- Геология Луны
- Поздняя тяжёлая бомбардировка